# Egbert (król Anglii)
Egbert, staroang. Ecȝbryht (zm. w 839) – anglosaski monarcha Wesseksu w latach 802–839 oraz bretwalda od 825. Zjednoczył większość królestw Heptarchii, a w latach 829–830 rządził całą Anglią. Uznawany przez wielu za pierwszego króla Anglii, ale sam jeszcze nie używał takiego tytułu.

## Życiorys
Pochodzenie Egberta jest niepewne. Kronika Anglosaska pod datą 825 podaje, że król Egbert wysłał swojego syna Ethelwulfa do Kentu, gdzie miał dochodzić dziedzicznych praw ojca do korony. Ojciec Egberta nosi w tej kronice imię Ealhmund. Pod koniec VIII w. rządził w Kencie król o imieniu Ealhmund, wspomniany w tej samej kronice pod datą 784. Historycy uważają go za ojca Egberta. Imię jego matki jest nieznane.
Przyrodnią siostrą Egberta była święta Alburga, opatka z Wilton.
Egbert był kandydatem na tron Wesseksu już w 786 po śmierci króla Cynewulfa. Tron zdobył jednak Beorhtric, sprzymierzeniec króla Mercji Offy. W 789 Beorhtric i Offa doprowadzili do wygnania Egberta, który udał się na kontynent, na dwór Karola Wielkiego. Nie wiadomo, ile czasu na nim przebywał. Niektórzy historycy twierdzą, że 3, inni, że 13 lat.
Po śmierci Beorhtrica w 802 Egbert został uznany królem Wesseksu. Jego poprzednik rządził pod silnymi wpływami królestwa Mercji; Egbert był bardziej niezależny w swojej polityce, wykorzystując stopniowe osłabienie Mercji, które trwało od śmierci króla Offy w 796. Natychmiast po objęciu tronu Egbert musiał stawić czoło atakowi Æthelmunda, earla Hwicce. Æthelmund został jednak pokonany i zabity przez earla Wiltshire, Weoxtana, który również zginął w bitwie.
W 815 Egbert spustoszył terytoria zachodniej Walii, które to tereny historycy utożsamiają z obecną Kornwalią, która mniej więcej w tym czasie dostała się pod władzę monarchów z Wesseksu. Kolejnym ważnym wydarzeniem za panowania Egberta była bitwa pod Ellandun, którą stoczył z królem Mercji Beornwulfem w 825. Zwycięstwo uczyniło z Egberta najpotężniejszego z anglosaskich królów. W tym samym roku obalono promercjańskich władców Kentu, Esseksu i Susseksu, a ich korony przypadły Egbertowi. Mieszkańcy Anglii Wschodniej zbuntowali się w tym samym roku i wygnali popleczników króla Mercji. Swoim zwierzchnikiem (ale nie królem) uczynili Egberta. W 825 Egbert przyjął tytuł bretwaldy.
W 829 pokonał nowego króla Mercji Wiglafa i objął panowanie nad tym królestwem. Następnie wyprawił się na północ, do Nortumbrii. Tamtejszy król, Eanred, odmówił walki z Egbertem na polach Dore (obecne przedmieścia Sheffield) i uznał go za swojego zwierzchnika. W 830 Egbert przedsięwziął zwycięską wyprawę na Walię. W tym samym roku niepodległość odzyskała Mercja, której królem ponownie został Wiglaf. Nie wiadomo, czy stało się tak w wyniku zwycięskiej rebelii, czy też wskutek decyzji Egberta.
Pod koniec panowania Egbert musiał zmagać się z najazdami „duńskich ludzi”, wikingów. W 836 poniósł z ich rąk klęskę, ale w stoczonej w 838 bitwie pod Hingston Down w Kornwalii odniósł nad wikingami i ich sojusznikami zwycięstwo.
Egbert zmarł latem 839, został pochowany w Old Minster w Winchesterze a jego prochy zostały przeniesione do tamtejszej katedry w XI w. Tron odziedziczył jego najstarszy syn.
Podczas angielskiej wojny domowej w XVII w. żołnierze Parlamentu wyrzucili kości Egberta i innych władców z trumien i użyli ich do wybicia okien kościoła.

## Małżeństwo i potomstwo
Podczas pobytu na dworze Karola Wielkiego Egbert poślubił frankijską księżniczkę Redburgę, siostrę, siostrzenicę, córkę lub prawnuczkę cesarza. Urodziła mu potomstwo: 
- Ethelwulfa, króla Wesseksu,
- Ethelstana (zm. 851)
- Edytę, zakonnicę.